# Élections générales yukonnaises de 2021
Les élections générales yukonnaises de 2021 ont lieu le 12 avril 2021 afin d'élire les 19 députés de la 35e législature de l'Assemblée législative du territoire canadien du Yukon. 
Le scrutin voit le Parti libéral du premier ministre Sandy Silver perdre sa majorité absolue pour finir à égalité avec le Parti du Yukon, laissant le Nouveau Parti démocratique (NPD) en position de faiseur de rois. 
Le soutien de ce dernier permet au parti libéral de se maintenir sous la forme d'un gouvernement minoritaire bénéficiant du soutien sans participation du NPD.

## Contexte
Lors des élections générales yukonnaises de novembre 2016, le Parti du Yukon du premier ministre Darrell Pasloski est battu par le Parti libéral dirigé par Sandy Silver, mettant fin à quatorze années au pouvoir du parti du Yukon.  Pasloski perd son propre siège de député, et annonce sa démission le soir des élections. Arrivée en troisième position, le NPD d'Elizabeth Hanson perd quant à lui son statut d'opposition officielle et est réduit à deux sièges, dont la dirigeante du parti Elizabeth Hanson, réélue de sa circonscription.
Pasloski et Hanson sont par la suite remplacés respectivement par Currie Dixon et Kate White.

## Système électoral
L'Assemblée législative du Yukon est composée de 19 sièges pourvus pour cinq ans au scrutin uninominal majoritaire à un tour dans autant de circonscriptions électorales,.

## Forces en présence
| Parti politique | Parti politique                                       | Idéologie                                | Chef         | Députés      | Députés            | Députés   |
| Parti politique | Parti politique                                       | Idéologie                                | Chef         | Élus en 2016 | A la disso- lution | Candidats |
| --------------- | ----------------------------------------------------- | ---------------------------------------- | ------------ | ------------ | ------------------ | --------- |
|                 | Parti libéral Liberal Party (LIB)                     | Centre Libéralisme                       | Sandy Silver | 11           | 10                 | 19        |
|                 | Parti du Yukon Yukon party                            | Centre droit Conservatisme, régionalisme | Currie Dixon | 6            | 6                  | 19        |
|                 | Nouveau Parti démocratique New Democratic Party (NPD) | Centre gauche Social-démocratie          | Kate White   | 2            | 2                  | 19        |
|                 | Indépendants                                          | Indépendants                             | Indépendants | 0            | 1                  | 1         |
|                 | Vacant                                                | Vacant                                   | Vacant       | 0            | 0                  | 0         |
| Total           | Total                                                 | Total                                    | Total        | 19           | 19                 | 56        |

## Résultats
|                           |                                  |        |       |      |        |               |  |  |  |
| Parti                     | Parti                            | Votes  | %     | +/–  | Sièges | +/–           |  |  |  |
|                           | Parti du Yukon (PY)              | 7 477  | 39,32 | 5,94 | 8      | 2             |  |  |  |
|                           | Parti libéral (LIB)              | 6 155  | 32,37 | 7,04 | 8      | 3             |  |  |  |
|                           | Nouveau Parti démocratique (NPD) | 5 356  | 28,17 | 1,94 | 3      | 1             |  |  |  |
|                           | Indépendants                     | 26     | 0,14  | 0,06 | 0      | en stagnation |  |  |  |
|                           |                                  |        |       |      |        |               |  |  |  |
| Votes valides             | Votes valides                    | 19 014 | 99,56 |      |        |               |  |  |  |
| Votes blancs et invalides | Votes blancs et invalides        | 84     | 0,44  |      |        |               |  |  |  |
| Total                     | Total                            | 19 098 | 100   | -    | 19     | en stagnation |  |  |  |
| Abstention                | Abstention                       | 10 539 | 35,56 |      |        |               |  |  |  |
| Inscrits / participation  | Inscrits / participation         | 29 637 | 64,44 |      |        |               |  |  |  |

## Suites
Les résultats du scrutin ne sont pleinement connus que le 19 avril en raison d'une égalité parfaite entre deux candidats dans la circonscription de Vuntut Gwitchin, la plus faiblement peuplée de tout le Canada avec environ 200 votants seulement. La situation conduit à un recompte total des suffrages, qui confirme l'égalité et amène comme prévu par la loi électorale à un tirage au sort pour départager les candidats du Parti libéral et du Nouveau Parti démocratique. La candidate de ce dernier, Annie Blake, en sort vainqueur,.
En recul de trois sièges, le parti libéral du premier ministre Sandy Silver perd sa majorité absolue pour finir à égalité avec le Parti du Yukon, qui bien qu'arrivé en tête se retrouve à égalité avec le parti libéral, chacun totalisant huit sièges. La situation amène ainsi le Nouveau Parti démocratique et ses trois sièges en position de faiseur de rois,.
Le parti libéral annonce le 28 avril la conclusion d'un accord avec le NPD lui permettant de se maintenir sous la forme d'un gouvernement minoritaire bénéficiant du soutien sans participation du NPD. L'entente de collaboration entre les deux partis permet la stabilité du gouvernement jusqu'au 31 janvier 2023. Le NPD s'engage à soutenir le gouvernement libéral par l'appui au budget et contre tous votes de confiance en échange de plusieurs mesures environnementales et sociales (réduction de 45 % des GES, hausse du salaire minimum, régime de soins dentaires, hausse des prix des loyers limitée à l'inflation, etc),.